# 498
| 498                |
| ------------------ |
| Dødsfald - Fødsler |
|                    |

| Gregoriansk kalender | 498 CDXCVIII            |
| Ab urbe condita      | 1251                    |
| Armensk kalender     | I/T                     |
| Kinesiske kalender   | 3194 – 3195 丁丑 – 戊寅 |
| Etiopisk kalender    | 490 – 491               |
| Jødisk kalender      | 4258 – 4259             |
| Hindukalendere       |                         |
| - Vikram Samvat      | 553 – 554               |
| - Shaka Samvat       | 420 – 421               |
| - Kali Yuga          | 3599 – 3600             |
| Iransk kalender      | 124 BP – 123 BP         |
| Islamisk kalender    | 128 BH – 127 BH         |

Se også 498 (tal)

## Dødsfald
- 19. november Pave Anastasius 2.